# Нагаленд
Нагаленд (англ. Nagaland, гінді नागालैंड) — невеликий штат на північному сході Індії, який межує на сході з М'янмою. Столиця — місто Кохіма, найбільше місто — Дімапур.
Населення 1 980 602 осіб (25-е місце серед штатів; за даними перепису 2011 р.). Офіційна мова — англійська. Раніше вживалася також назва Нага-Прадеш.

## Географія
Площа території 16 579 км² (25-е місце).
Клімат
У Нагаленді в значній мірі мусонний клімат з високою вологістю. Середньорічна кількість опадів близько 1800—2500 мм, які випадають в період з травня по вересень. Діапазон температур від 21°С до 40 °C. Взимку температура зазвичай не опускається нижче 4 °C. Літо найкоротший сезон в Нагаленді, воно триває протягом всього лише декількох місяців. Температура протягом літнього сезону залишається в межах від 16 °C до 31 °C . Зима наступає рано, лютий холод і суха погода вражає певні регіони. Максимальна середня температура, зареєстрована в зимовий сезон становить 24 °C. Сильний північно-західний вітер дме на території всього штату протягом лютого та березня.
Флора і фауна
Близько шостої частини Нагаленду вкрито тропічними і субтропічними вічнозеленими лісами, в тому числі пальмами, бамбуком, ротангом, а також лісами червоного дерева, у той час як деякі лісові ділянки були очищені для вирощування культивованих рослин та чагарникового лісу.
Ящери, їжатці, слони, леопарди, ведмеді, багато видів мавп, олені, воли і буйволи проживають в лісах штату. Великий індійський птах-носоріг є одним з найвідоміших птахів, знайдених у Нагаленді. Сірочеревий трагопан з ряду фазанів, дуже рідкісний азійський птах, який також помічений в Нагаленді, а саме в Кохіма, у Зунхебото і у Пхеко. З 2500 трагопанів, відомих у світі, долина Dzükou є природним місцем існування понад 1000 голів.
Гаял або мітун (напіводомашнений гаур), котрий водиться тільки в північно-східних штатах Індії, є твариною-символом Нагаленду і його зображення затверджено для державної печатки штату нагаленд. Це традиційно один найбільш цінних видів. Для збереження і захисту цієї тварини на північному сході штату Індійською радою з сільськогосподарських досліджень (ІКАР) у 1988 році було створено Національний науково-дослідний центр по мітунах (NRCM).

## Історія
У XII—XIII століттях наги встановили контакт з ахомами, що населяли в той час територію сучасного Ассаму. Однак на традиційний спосіб життя нагів це серйозно не вплинуло. Довгий час території, населені нагами не входили в жодну державу. Тільки в 1824—1826 роках у зв'язку із завоюванням англійцями території Ассама рівнинні території проживання нагів потрапили під їх контроль. Англія відправила 18 експедицій проти народу нага на північ провінції у 1832—1887 роках. У 1872—1873 роках британська влада відокремила гірські райони, населені нагами, в свого роду резервацію: індійцям було заборонено без спеціального дозволу відвідувати землі горців.
Наприкінці XIX століття серед нагів поширилося християнство — його проповідь виявилася успішною багато в чому тому, що був відсутній вплив індуїзму і ісламу. У 1881 році в складі Ассама була створена особлива адміністративна одиниця Гори Нага. Виникла організація «Клуб Нага», яка в 1929 році почала вимагати самовизначення. Після проголошення незалежності Індії в 1947 році територія входила до складу штату Ассам. Однак місцеве населення було невдоволене і боролося за самовизначення, почалася партизанська боротьба нага з індійським урядом. У 1951 році був проведений референдум, в ході якого 99,9 % тих, хто проголосував висловилися за створення незалежного Нагаленда, а в 1952 році наги бойкотували вибори в індійський парламент.
У 1957 році було досягнуто згоди між лідерами нагів та індійським урядом і створено окремий регіон Нага-Хілз-Тюнсан. Він був виведений зі складу штату Ассам, отримав статус союзної території з широкою автономією і підпорядковувався безпосередньо центральному урядові. Проте це не задовольнило нагів, територією ширилися протестні акції, іноді із застосуванням сили, мали місце напади на армійські й урядові установи, банки, населення відмовлялося сплачувати податки. Врешті решт було прийнято рішення про створення нового штату Індії, який отримав назву Нагаленд. Формальне проголошення штату відбулося 1 грудня 1963 року.
Нагаленд став 16-м штатом Індійського Союзу. Він межує з Ассамом на заході, Аруначал-Прадеш на півночі, Маніпуром на півдні, а також з державою М'янма на сході. Нагаленд має 11 адміністративних округів, які населяють 16 основних племен та інших народностей.
Дотепер продовжуються окремі сутички з урядом.
Битва при Кохіма

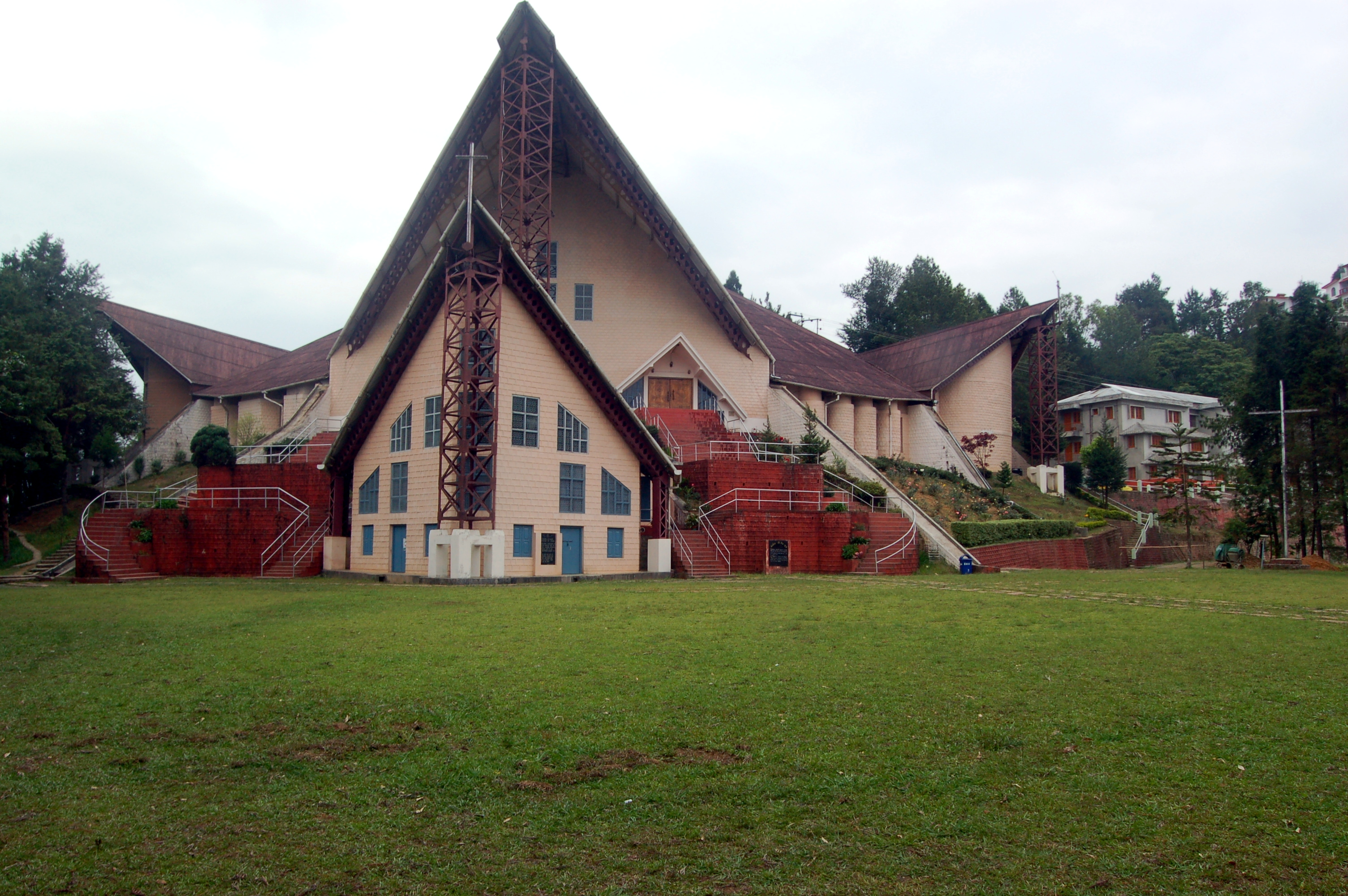

У 1944 році під час Другої світової війни, поряд з Маніпуром, британські та індійські війська в Нагаленді успішно дали відсіч японським військам у битві при Кохіма. Битва продовжувалася з 4 квітня по 22 червня 1944 року біля міста Кохіма. Тут є кладовище загиблих у 2-й Світовій війні, а на честь тих, хто загинув під час Другої світової війни в ході бойових дій між Британською імперією і японськими військами створено Музей війни. Близько 4000 солдатів Британської імперії загинули, поряд з 3000 японців. Багато з тих, хто втратив тут життя, були люди нага, особливо з племені Ангамі. Біля меморіалу є католицький кафедральний собор Кохіма, він стоїть на пагорбі Арадера, побудований на кошти сімей та друзів загиблих японських солдатів. Молитви проводяться в Кохіма за мир і в пам'ять про загиблих під час битви з обох сторін.
Історичні ритуали
Історично склалося, що племена нага проводили два основні ритуали.
Один з цих ритуалів — бенкет. Бенкети символізували велич і перемогу життя племені Нага. Лише одружені чоловіки могли проводити такі свята, і їхні дружини займали чільне і почесне місце під час ритуалу, який підкреслював важливість чоловічої і жіночої співпраці і взаємозалежності. Дружина, варила пиво, яке чоловік пропонував гостям. Він, як правило, запрошували всіх з племені. Ця подія підвищувала авторитет пари в племені.

## Населення
Населення
Населення Нагаленду, за переписом населення Індії 2011 року, становило 1 980 602 особи, 1 025 707 з яких чоловіки (51,8 %) і 954 895 жінки (48,2 %). 71 % населення, або 1 406 861 особа, проживають у сільської місцевості, 29 %, або 573 741 особа, є жителями міст. Серед округів штату, Дімапур за чисельністю населення на першому місці - 379 769 осіб, а після нього йде Кохіма - 270 063 осіб. Найменш населений район Лонгленд - 50 593 осіб. 75 % населення проживає в сільській місцевості. Станом на 2013 рік, близько 10 % сільського населення перебуває за межею бідності; серед людей, що живуть в міських районах, 4,3 % з них знаходяться за межею бідності.
Динаміка чисельності населення Нагаленду за даними переписів 1901—2011 років:
| Рік       | 1901    | 1911    | 1921    | 1931    | 1941    | 1951    | 1961    | 1971    | 1981    | 1991      | 2001      | 2011      |
| Населення | 101 550 | 149 038 | 158 801 | 178 844 | 189 641 | 212 975 | 369 200 | 516 449 | 774 930 | 1 209 546 | 1 990 036 | 1 978 502 |

Незначне зниження чисельності населення штату (0,58 %) відбулося за даними переписів в період з 2001 року до 2011 року. Це пояснюється вченими тим, що був неправильно проведений підрахунок під час минулих переписів; перепис в Нагаленді у 2011 році вважається найнадійнішим з тих, що відбулися досі.
86,5 % населення штату становлять представники зареєстрованих племен, переважно нага.
Індійська статистика виділяє на території Нагаленду 17 племен нага. За даними перепису 2011 року їх чисельність становила: коньяки (англ. Konyak) — 237 568 осіб, семи (англ. Sema) — 236 313 осіб, аосьці (англ. Ao) — 226 625 осіб, лоти (англ. Lotha) — 173 111 осіб, чахесанги (англ. Chakhesang) — 154 874 особи, ангами (англ. Angami) — 141 732 особи, сангтами (англ. Sangtam) — 74 994 особи, зелянги (англ. Zeliang) — 74 877 осіб, їмчаунгри (англ. Yimchaungre) — 66 972 особи, чанги (англ. Chang) — 64 226 осіб, ренгми (англ. Rengma) — 62 951 особа, хьємнунгани (англ. Khiemnungan) — 61 647 осіб, фоми (англ. Phom) — 52 682 особи, почури (англ. Pochury) — 21 948 осіб, тіхіри (англ. Tikhir) — 7 537 осіб, чири (англ. Chirr) — 138 осіб, маквари (англ. Makware) — 10 осіб. Ще є 5 843 таких, що були записані як просто нага, і 3 664 некласифікованих нагів. Всі наги (англ. Naga) разом нараховують 1 667 712 осіб.
Інші зареєстровані племена: куки (англ. Kuki) — 18 768 осіб, качари (англ. Kachari) — 13 034 особи, гари (англ. Garo) — 2 346 осіб, мікіри (англ. Mikir) — 218 осіб.
Що стосується представників основних народів Індії, то за даними перепису 2001 року на території Нагаленду найбільше проживало носіїв бенгальської мови 58 890 осіб, мови гінді 56 981, непальської мови 34 222 особи та асамської мови 16 813 осіб.
Наги переважають у населенні всіх округів. На півночі розселені племена, що належать до числа північних нагів, це коньяки в окрузі Мон, фоми в окрузі Лонгленг, чанги і хьємнунгани в окрузі Туенсанг. Центральні округи населяють племена групи ао-нага та ангамі-почурі. До групи ао-нага належать аосьці, що живуть в окрузі Мококчунг (є вони також в округах Дімапур і Когіма), лоти в окрузі Вока та в Дімапурі, сантами та їмчаунри в округах Туенсанг і Кіфіре. Представниками групи ангамі-почурі є семи, яких найбільше в округах Зунгебото і Дімапур, ренми в окрузі Кохіма, почури в окрузі Фек, а також ангами в окрузі Когіма та ще в Дімапурі і чахесанги в окрузі Фек. Нарешті, в південному окрузі Перен живуть зелянги, які належать до групи земе.
Усі інші народи живуть, головним чином, в Дімапурі і є переважно міськими жителями. Куки ще живуть в окрузі Перен.
Традиційно виділяють 16 основних племен Нагаленду: ангами, аосьці, чахесанги, чанги, хьємнунгани, куки, коньяки, качари, лоти, фоми, почури, ренгми, суми (семи), сангтами, їмчаунгри, зелянги. Їхні мови викладаються в початковій школі.

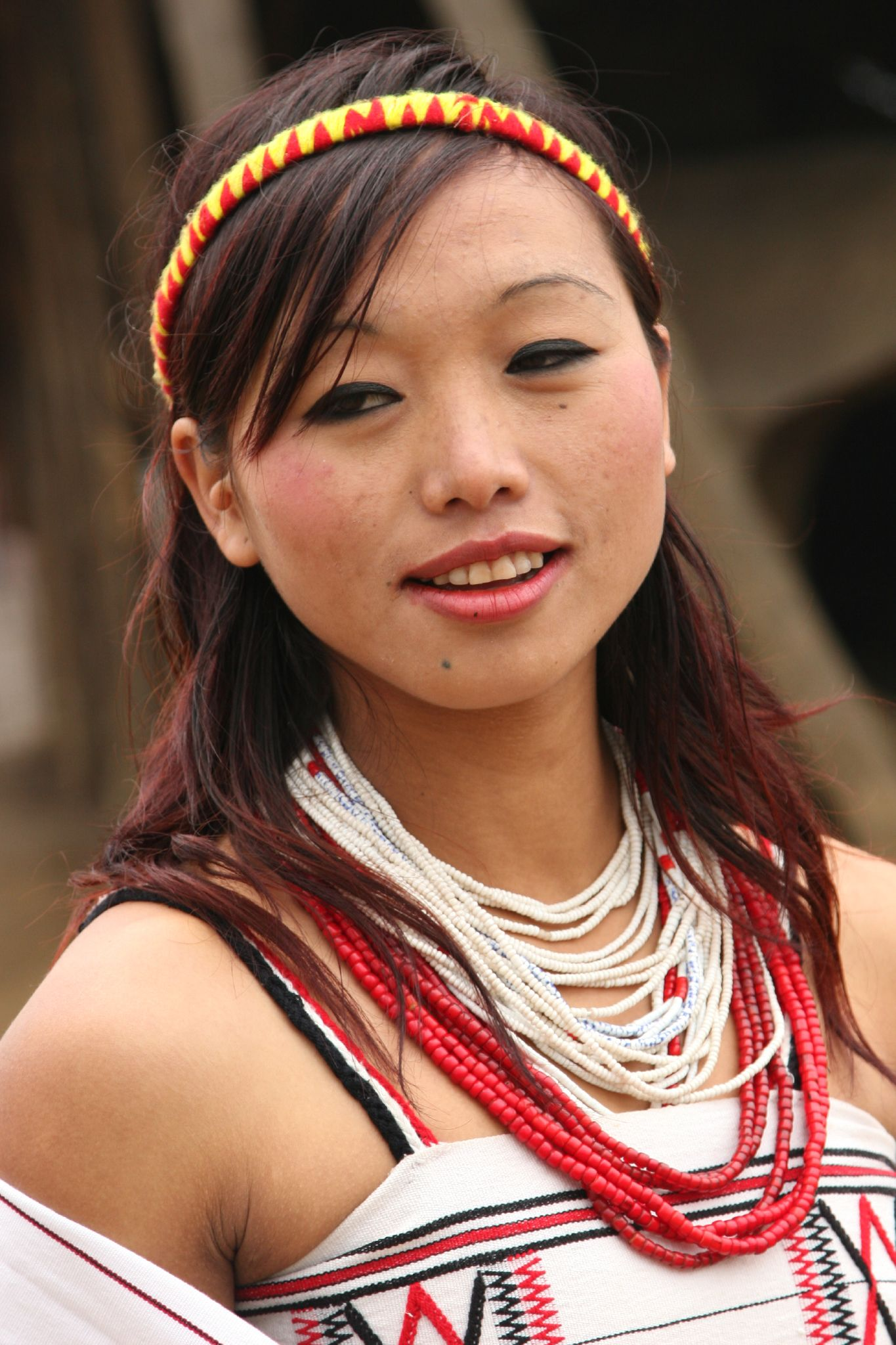
Дівчина з племені нага

У антропологічному відношенні корінне населення штату належить переважно до монголоїдної раси.
Мова
Незважаючи на те, що наги усвідомлюють себе як єдину етнічну спільноту, в мовному плані така єдність відсутня. Хоча всі вони говорять мовами сино-тибетської родини, такого підрозділу як наганські мови, або мови нага, в її класифікації не існує. Кожне плем'я має один або кілька діалектів, які незрозумілі іншим. Наприклад, у племені ангамі кожне село має власний діалект, відмінності між якими збільшуються пропорційно до географічної віддаленості. Перша спроба класифікації назьких мов належить Грірсону (1903) Відповідно до цієї класифікації, відомої ще як класифікація Linguistic survey of India (скорочено LSI), мови нага поділяються на західні, центральні та східні, а ще нага-бодо та нага-кукі. До числа західних нага зараховувались мови ангамі, сема, ренгма, до числа центральних — мови ао, лота, сангтам (тукумі), їмчаунгре (ячумі), мови коньяк (ангванку, табленг), фом (чингменгу, намлу, асирінгія) та чанг (моджунг) були віднесені до східної підгрупи, а зелянг (земе, кача-нага, кабуї, ронгмай, лянгмай) разом із мовою мікір (карбі) — до підгрупи нага-бодо.
Згодом класифікація Грірсона зазнала ревізії. Власну систему класифікації сино-тибетських мов розробив Шафер (1955). У складі бірманських мов він виділив кукійську групу з підгрупами: південна, лахер, старі кукі, лангот, центральна, північна, лугопа, західна, північні нага, східна, мейтей, мікір. Бенедикт (1972) ідентифікував 7 підгруп тибето-бірманських мов: тибето-канаурську, багінг-ваю, абор-мірі-дафла, качинську, лоло-бірманську, бодо-гаро, коньяк та кукі-чин. Бредлі (1997) об'єднав існуючі класифікації, зокрема Шефера та Бенедикта, і виділив окремо групу кукі-чин-нага. На жаль, і досі немає остаточної й ґрунтовної класифікації сино-тибетських мов, поширених на північному сході Індії. Причиною тому є брак лінгвістичних досліджень, обумовлений, в свою чергу, напруженою політичною ситуацією в регіоні, яка склалася ще в колоніальну добу й продовжувалася вже в незалежній Індії.
Якщо брати за основу класифікацію Берлінга (2003), то вона північно-назькі мови, разом із мова бодо, гаро, коч і цзинпо зараховує гілки сал (бодо-коньяк-цзинпо), тоді як решту до гілки кукі-чин-нага. Класифікація основних мов Нагаленду виглядає таким чином:
- Гілка бодо-коньяк-цзинпо
  - група коньяк: мови коньяк (табленг), фом (чингменгу, тамлу), чанг, хьємнунган (хьямнган)
  - група бодо: мова качарі
- Гілка кукі-чин-нага
  - група ао: мови ао-чунглі, ао-монгсен, сангтам (тукумі), їмчаунгре (ячумі), лота
  - група ангамі-почурі: мови ангамі, чокрі, хеза, мао (сопвома), нтеньї, мелурі (аньо), почурі, сема (сімі), ренгма
  - група земе: мови земе (зелянг, емпео, кача), мзієме, лянгмай (квойренг) та ін.
  - група мізо-кукі-чин: мова кукі

У 1967 році Асамблея проголосила англійську мову офіційною мовою Нагаленду. Основною ж розмовною мовою у міжнаціональному спілкуванні є назька (англ. Nagamese, Naga Pidgin), місцевий піджин, креольська форма індоарійської ассамської мови. Назькою мовою володіють практично всі наги. Зважаючи на лінгвістичну ситуації в штаті, це не виглядає дивним.
Релігія
Традиційною релігією нагів є анімізм, залишки його й досі практикуються місцевим населення. Зараз 88 % населення штату дотримуються християнства, 9 % є індуїстами, 2,5 % дотримуються ісламу. Поряд із Мегалаєю і Мізорамом, Нагаленд належить до «християнських» штатів Індії.
Понад 75 % християн становлять баптисти, через що Нагаленд називають «найбільш баптистською країною світу». Є в Нагаленді й представники інших напрямків християнства, зокрема, католики, ривайвелісти, п'ятидесятники та ін.

## Адміністративно-територіальний поділ
У 1963 році Нага-Прадеш складався з трьох округів: Кохіма, Туенсанг і Мококчунг.
У 1973 році до них були приєднані чотири нових округи: Зунхебото і Вокха (з округу Мококчунг), Мон (з округу Туенсанг) і Пхеко (з округу Кохіма).
У 1980-ті роки частина округу Туенсанг була передана до складу округу Мон, а частина округу Пхеко — до складу округу Зунхебото.
У 1998 році з частини округу Кохіма виділений округ Дімапур.
У 2002 році округ Туенсанг був збільшений з виділенням округу Лонгленг.

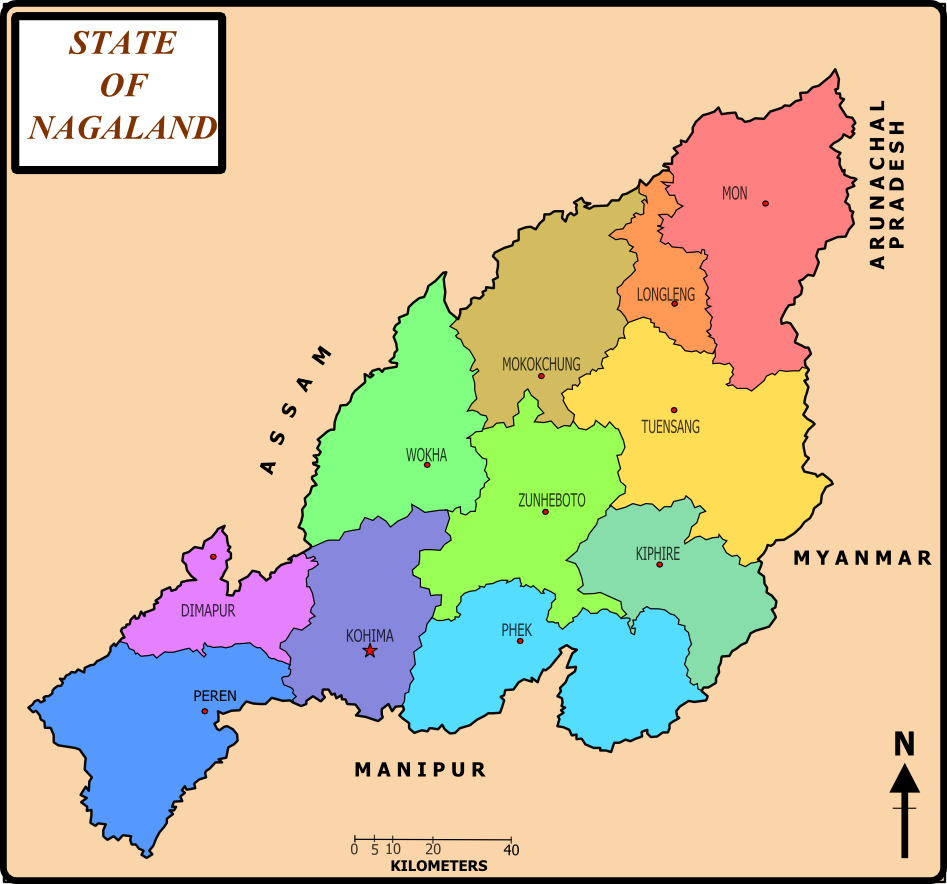
Округи штату Нагаленд

У 2004 році він було відокремлено новий округ Перен з округу Кохіма, а також новий округ Кіпхіре з округу Туенсанг.
Тепер штат складається з 11 округів:
| Округ                        | Площа (км²) | Населення (2011, перепис) | Чисельність зареєстрованих племен | Адміністративний центр       | Найбільші з племен, чисельність 2011 р.                          |
| ---------------------------- | ----------- | ------------------------- | --------------------------------- | ---------------------------- | ---------------------------------------------------------------- |
| Мон (англ. Mon)              | 1 786       | 250 260                   | 238 285                           | Мон (англ. Mon)              | коньяк 230 522                                                   |
| Мококчунг (англ. Mokokchung) | 1 615       | 194 622                   | 178 431                           | Мококчунг (англ. Mokokchung) | ао 166 714                                                       |
| Зунгебото (англ. Zunheboto)  | 1 255       | 140 757                   | 136 561                           | Зунгебото (англ. Zunheboto)  | сема 134 110                                                     |
| Вока (англ. Wokha)           | 1 628       | 166 343                   | 156 621                           | Вока (англ. Wokha)           | лота 147 065                                                     |
| Дімапур (англ. Dimapur)      | 927         | 378 811                   | 223 989                           | Чумукедіма (Chumukedima)     | сема 80 358, ао 40 979, ангамі 25 861, лота 18 018               |
| Фек (англ. Phek)             | 2 026       | 163 418                   | 157 146                           | Фек (англ. Phek)             | чахесанг 133 593                                                 |
| Туенсанг (англ. Tuensang)    | 2 536       | 196 596                   | 190 916                           | Туенсанг (англ. Tuensang)    | чанг 58 988, хьємнунган 57 683, їмчаунгре 37 448, сангтам 31 990 |
| Лонгленг (англ. Longleng)    | 562         | 50 484                    | 48 615                            | Лонгленг (англ. Longleng)    | фом 46 693                                                       |
| Кіфіре (англ. Kiphire)       | 1 130       | 74 004                    | 71 429                            | Кіфіре (англ. Kiphire)       | сангтам 34 072, їмчаунгре 22 614                                 |
| Кохіма (англ. Kohima)        | 1 463       | 267 988                   | 224 738                           | Кохіма (англ. Kohima)        | ангамі 114 397, ренгма 58 585                                    |
| Перен (англ. Peren)          | 1 651       | 95 219                    | 84 242                            | Перен (англ. Peren)          | зелянг 68 635                                                    |
| Весь Нагаленд                | 16 579      | 1 978 502                 | 1 710 973                         |                              |                                                                  |

## Політика
У Нагаленді давно тліє етнічний конфлікт, який за 1992-2012 роки забрав 3432 життя. Варто відзначити, що переважна більшість загиблих — повстанці-бойовики: наприклад, за 2003-2012 роки було вбито 10 правоохоронців. Жертви серед цивільного населення за 2003—2012 роки не перевищували кілька десятків людей. У той час, як бойовиків загинуло більше тисячі. У вересні 2009 аналітики МВС Індії опублікували свої оцінки впливу і бойового потенціалу повстанців з лівохристиянських партизанських угруповань нага. В цілому, за «рівнем повстанського насильства» штат Нагаленд вважається «третім серед штатів Північного Сходу», після сусідніх штатів Маніпур і Ассам. Повстанці-нага оперують не тільки в Нагаленді (за даними МВС, «в 10 з 11 округів» цього штату), але і в 4 округах Маніпура, 2 округах Ассама і 2 — штату Аруначал-Прадеш, а також в М'янмі. Причому в М'янмі превалюють повстанці з Національної соціалістичної ради Нагаленда, яку очолює С. Кхапланг, а в самому Нагаленді — з Національної соціалістичної ради Нагаленда, яку очолює Ісак Чісі Сву і Тхуінгаленг Муівах. Великі території фактично не підпорядковуються ані владі Індії і М'янми, ані місцевим органам влади, а їхнє населення вважає себе громадянами Народної республіки Нагалім.
Згідно з оцінкою МВС Індії, «владу паралельного уряду Народної республіки в тій чи іншій мірі визнають майже всі з 1317 сіл Нагаленда». «Річний бюджет так званої Народної республіки» в 2008 році «склав від 2 до 2,5 мільярдів індійських рупій, а до 2006 року він становив від 200 до 250 мільйонів рупій на рік». За даними індійських спецслужб, за 2008 рік Армія нага (збройне крило Національної соціалістичної ради Нагаленду) «збільшила кількість бойовиків з 3 до 5 тисяч, здебільшого за рахунок того, що в неї масово переходять бійці з інших повстанських угруповань нага. Складається Армія нага з однієї бригади і 6 батальйонів, а також з декількох „міських команд“ і „спеціальних мобільних груп“. Головнокомандувачем Армії нага є С. Хунгші».
При цьому "найбільші легальні громадські організації нага: Асоціація матерів нага, Нага Хохо, Народний рух нага за права людини, Студентська федерація нага і Об'єднана рада нага вже особливо не приховують, що активно підтримують саме Національну соціалістичну раду Нагаленду, Ісака та Муіваха. Вплив цієї організації відверто превалює в порівнянні з іншими угрупованнями, як лівохристиянськими, так і націоналістичними ". Для порівняння, за все тими ж оцінками індійського МВС, під рушницею у Національної соціалістичної ради Нагаленду «ще недавно знаходилося до 2 тисяч бойовиків, але останнім часом їх кількість зменшилася через те, що частина з них переходить до лав Армії нага». Існують також повстанські КПП: «На національному шосе № 39, починаючи з Маніпура, роками існують 26 контрольно-пропускних пунктів однієї тільки Армії нага, які, в тому числі, стягують революційний податок на користь Народного Нагаліма. Кожен транспортний засіб має сплатити за проїзд 4 тисячі рупій. Про існування і розташування цих постійних КПП добре відомо не тільки всім проїжджаючим по шосе, але і владі штатів Маніпур і Нагаленд, поліцейському начальству і командирам збройних підрозділів індійської армії, зокрема „Ассамських стрільців“, проте вони не в силах що-небудь зробити».

## Економіка
Основу економіки штату становить сільське господарство, у ньому зайнято 73 % населення. Вирощують рис, який є головним продуктом харчування, а також кукурудзу, просо, бобові, тютюн, льон, каву, чай, кардамон, цукрову тростину, картоплю, джут, нут, бавовник, рицину. Іншими важливими галузями є лісове господарство, туризм, кустарні промисли.
Насильство, що триває, і відсутність безпеки в регіоні вже давно обмежують економічний розвиток Нагаленду.

## Транспорт

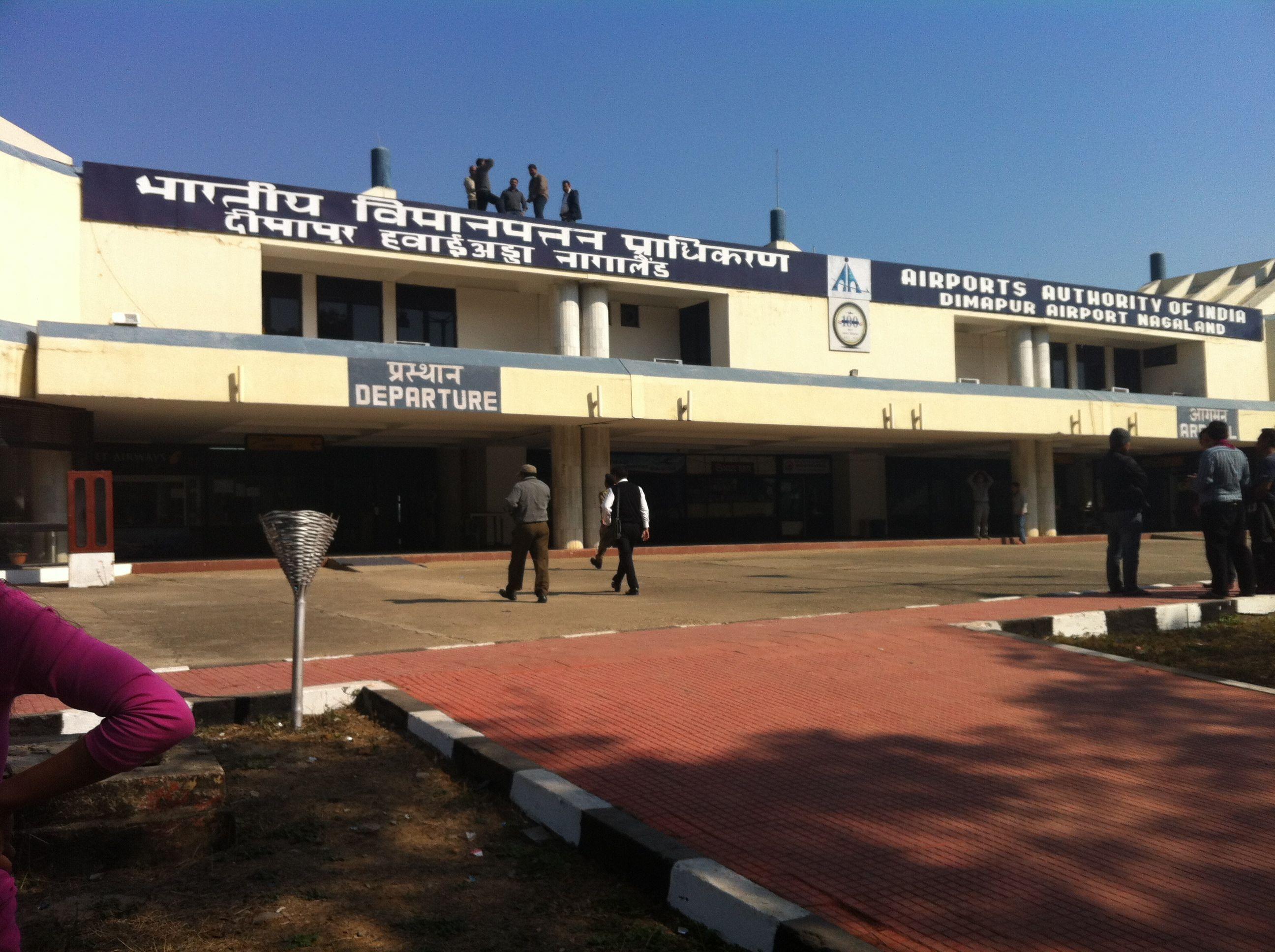
Аеропорт в Дімапурі

Біля Дімапура є аеропорт, також штат пов'язаний із зовнішнім світом залізницею, але більшість транспортних шляхів тут становлять звичайні дороги.

## Культура
У Нагаленді розвинене народне мистецтво, традиції якого передаються з покоління в покоління.
Музика тут є невід'ємною частиною життя. Народні пісні прославляють предків, мужність воїнів і героїв. Поетичні пісні про кохання розповідають про трагічні історії кохання.

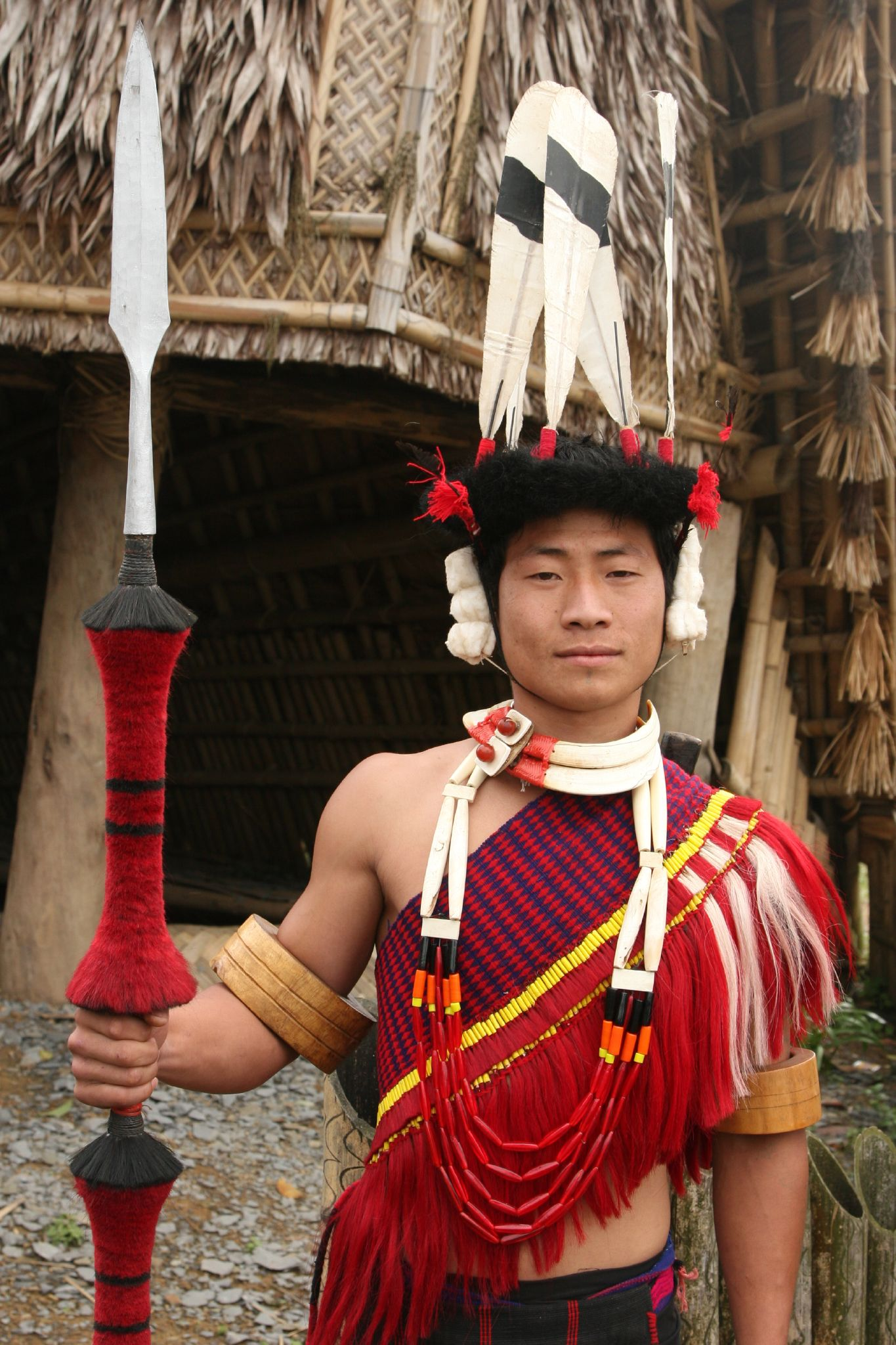
Воїн з племені нага у традиційному вбранні

Нинішнє покоління нагів виробляє одяг, що поєднує сучасні та традиційні техніки. Нагаленд вважається центром моди у Східній Індії.
У кожного племені є своє традиційне церемоніальне вбрання: різнокольорові «списи» і «дао», прикрашені цапиною шерстю; головні бамбукові убори, переплетені стеблами орхідей і прикрашені зубами кабана і пір'ям птиці-носорога. У минулі часи кожен воїн своєю доблестю мав заслужити ці предмети.